# Museo Histórico Municipal de Santaella
El Museo Histórico Municipal de Santaella es un museo de gestión y propiedad municipal situado en el municipio español de Santaella, en la provincia de Córdoba. Las instalaciones se encuentran ubicadas en la Casa de las Columnas y poseen una notable colección arqueológica.

## Características
El museo fue creado por acuerdo de Pleno del Ayuntamiento de Santaella en sesión celebrada el día 17 de febrero de 1987, en el que se aprueba el Reglamento de Régimen Interno de la Comisión Municipal para la Protección del Patrimonio Histórico Artístico de Santaella. El Museo depende de dicha Comisión, constituida con el objetivo de rescatar, cuidar, catalogar e incrementar el Patrimonio Histórico Artístico relacionado con la historia de Santaella.
Los fondos del museo se componen de un conjunto de materiales arqueológicos procedentes de yacimientos localizados en el término municipal de Santaella que documentan las distintas etapas de su pasado desde la Prehistoria hasta la Edad Media. Entre las piezas del museo destacan las de la cámara funeraria de La Calva, enterramiento colectivo de hace 2.500 años, y la leona de Santaella, escultura ibérica de piedra policromada del siglo VI a. C. También contiene una colección de objetos de valor etnológico formada por enseres domésticos, instrumentos agrícolas y maquinarias artesanales.
La sede del museo estuvo ubicada inicialmente en la casa de la cultura de Santaella hasta su reubicación en la Casa de las Columnas, edificio construido hacia 1734.